# Elattoneura lliba
Elattoneura lliba – gatunek ważki z rodziny pióronogowatych (Platycnemididae). Występuje w Kongu, Demokratycznej Republice Konga, Gabonie, w północnej Angoli oraz zachodniej Ugandzie.